# 九八式直接協同偵察機
九八式直接協同偵察機
九八式直接協同偵察機（キ36）
- 用途：偵察機/地上攻撃機
- 分類：直接協同偵察機
- 設計者：遠藤良吉
- 製造者：立川飛行機・川崎航空機
- 運用者：日本（陸軍）、満洲国（飛行隊）、中国（空軍）、インドネシア（空軍）
- 初飛行：1938年4月20日
- 生産数：約1,334機
- 生産開始：1938年11月
- 退役：1950年代中頃
- 運用状況：退役済

九八式直接協同偵察機（きゅうはちしきちょくせつきょうどうていさつき）は、大日本帝国陸軍の偵察機。キ番号（試作名称）はキ36。略称・呼称は九八式直協偵察機、九八式直協、九八直協、直協機など。連合軍のコードネームはIda（アイーダ）。開発は立川飛行機、製造は立川と川崎航空機。

## 開発
満洲事変以降、帝国陸軍では拡大する大陸の戦線に対応して、前線の地上部隊と緊密に協同しての偵察や観測および、要請があれば武装の機関銃や爆弾にて、地上攻撃（いわゆる近接航空支援）をも積極的に行う直接協同偵察機（直協機。戦術偵察機・近距離偵察機）の要求が高まっていた。この構想は、世界初の戦略偵察機である司令部偵察機（九七式司令部偵察機、一〇〇式司令部偵察機）の生みの親として、また航研機パイロットとして公式世界記録を樹立したことでも有名なテスト・パイロット、陸軍航空技術研究所の藤田雄蔵少佐らが提唱したもので、前線での運用のための短距離離着陸性、偵察・地上制圧のための低速安定性と良好な視界、整備性の高さが求められた。
1937年（昭和12年）に陸軍は、その直協機に相当した従来の九二式偵察機、九四式偵察機の後継機となるキ36の開発を立川に指示した。立川としては初めての全金属製機であったが陸軍から九七式司偵の構造関係の資料の提出を受けたおかげで設計は順調に進み、同年4月には試作第1号機を完成させ、4月20日に初飛行させた。テストの結果は良好で、1938年（昭和13年）10月には九八式直接協同偵察機として制式採用された。

## 機体
キ36は単発機で全金属製セミモノコック構造の胴体を有し、主翼は低翼単葉。下方視界を得るために外翼前縁に14.5度の後退角が付けられ、左右一直線である主翼後縁が、機軸と直角に交差するポイントに後部座席を置く事で、地上対象物の方位を正確に通報できるよう配慮されている。ただし後退翼は翼端失速に入りやすく、対策として当初は前縁に固定スラットを装備したが、51号機以降廃止され翼端捩じり下げに変更された。それでも限定された状況では翼端失速癖があり、軍も注意を促していたと言われる。離着陸特性を高めるためにスプリットフラップが装備された。
風防や天蓋（キャノピー）は背の高い物を装備していた他、胴体下面に大型観測窓が開けてあり視界確保に配慮していた。また、飛行場以外の不整地での離着陸や緩降下爆撃・急降下爆撃を考慮して、主脚はスパッツを擁する固定式で、かつ頑丈な物が取り付けられていた。プロペラは2翅で、二段可変ピッチであった。

## 生産・運用
生産は1937年11月から開始され、1940年（昭和15年）7月に一度生産は終了したが、前線からの本機を要望する声が強く、また太平洋戦争（大東亜戦争）の勃発から緊急生産機種に指定され1942年（昭和17年）から生産を再開している。最終的に1944年（昭和19年）まで生産は続き、総生産機数は1,333機である。（立川 861機、川崎 472機）
単葉機の割には短距離での離着陸が可能で、操縦性・低速安定性もよく、エンジン故障が少なく整備も容易だったため、使いやすい万能機として前線の部隊からは好評で、偵察、指揮、連絡、対地攻撃などの任務、さらには爆装した特攻機として終戦まで活躍した。
また、操縦も容易だったことから練習機に改造された派生型は、九九式高等練習機（キ55）として制式採用された。この他、着艦フックを取り付けた実験機や主脚を引き込み式にして性能向上を目指した型（キ72）も、試作または計画された。
満洲国の国軍飛行隊も本機を運用しており、タイ王国も九八式直協と九九式高練を発注したが、納入されたのは九九式高練だけであった。終戦後インドネシアや中華民国等の外地で残存していた機体の一部は現地の軍隊に接収され、国共内戦やインドネシア独立戦争などに投入された。これらの国々では1950年代中頃まで使用された。

## 現存する機体
本機には完全に現存するものはないが、九九高練は中華人民共和国の中国人民革命軍事博物館、タイの空軍博物館に1機が展示されている。
日本国内では、茨城県鹿島灘沖から引揚げられたハ13甲エンジンとプロペラが鹿児島県南さつま市の万世特攻平和祈念館に展示されている。2010年（平成22年）8月15日には、沖縄近海で駆逐艦エモンズに突入した内の1機のエンジンやプロペラ、脚や操縦桿などが発見された。

## スペック
出典：『日本の名機100選』・『日本軍用機の全貌』
- 全長： 8.00 m
- 全幅： 11.80 m
- 全高： 3.30 m
- 主翼： 面積 20.0 m2 [6][7][注釈 4] 　前縁後退角 14.5度　上反角 8度
- 翼型： 翼根 NACA23014　翼端 NACA23006　取付角 2度　翼端捩下げ 2.5度
- 重量： 自重 1,247 kg　全備重量 1,649 kg
- エンジン： 日立 ハ13甲 空冷単列星型9気筒エンジン
- 馬力： 離昇 510 hp/2300 rpm　公称 480hp/2200rpm (2000m)
- プロペラ： 2段可変ピッチ　直径 2.5ｍ　2 翅
- 速度： 最大 349 km/h　巡航 236 km/h　着陸 105km/h
- 滑走距離： 離陸 243m　着陸 291m　[8]
- 航続距離： 1,100 km
- 武装： 
  - 前方右側固定7.7 mm機関銃（八九式固定機関銃）×1　後方旋回7.7 mm機関銃（テ4）×1
  - 爆装250 kg（胴体下、最大） 又は 125 kg（主翼下面、12.5 kg爆弾×10）
    - 特攻時は胴体下に500 kg爆弾×1
- 乗員： 2 名